# Opatovec
Opatovec (též Oberdorf, Oberdörfel a dříve též Klein-Abtsdorf) je obec, která se nachází v okrese Svitavy v Pardubickém kraji, asi 7 km severně od centra Svitav v oblasti Hřebečska, tedy území obývaného do roku 1945 převážně Němci. Téměř celé katastrální území obce leží v Čechách, pouze velice nepatrná část katastru leží na Moravě. Žije zde 745 obyvatel.

## Historie
První písemná zmínka o obci pochází z roku 1347. Něm. Überdörfel je obec podél silnice od Litomyšle k Opatovu. Nad skupinou rybníků je dochováno několik původních usedlostí mezi novější zástavbou:
- Košíře (německy Körber[5][6]) bývaly samostatnou obcí podél silnice odbočující na Svitavy. Je zde farní kostel s farou a školou. Na rovině je tu v těsné blízkosti silnice řada usedlostí, střídaných novější zástavbou z poč. 20. století a novější.
- Starý Valdek (německy Alt Waldeck)[7] je skupina domů od mlýna směrem ke Gajeru.
- Nový Valdek (německy Neu Waldeck)[8] je řada domů na slepé cestě, která dnes končí u hlavní silnice na Mohelnici.
- Český Lačnov nebo Český Lučna (německy Böhmisch Latschnau)[9] je skupina domů, oddělená menší prolukou od Košíř podél zrušené silničky ze Svitav do Opatova, která byla přeložena až za trať.

Samotný Opatovec byl od 1. ledna 1976 do 31. srpna 1990 součástí města Svitavy.

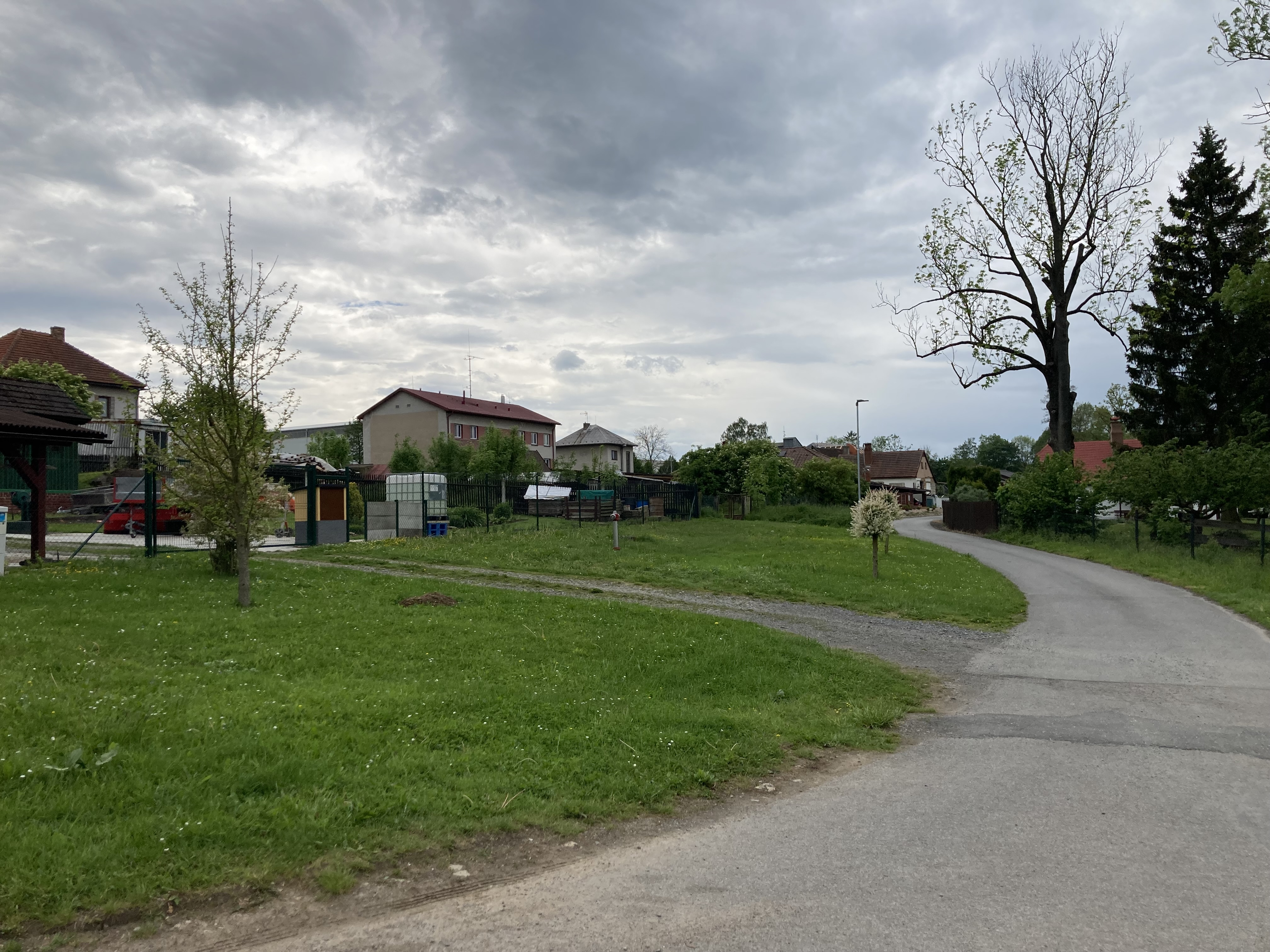
Západní část obce
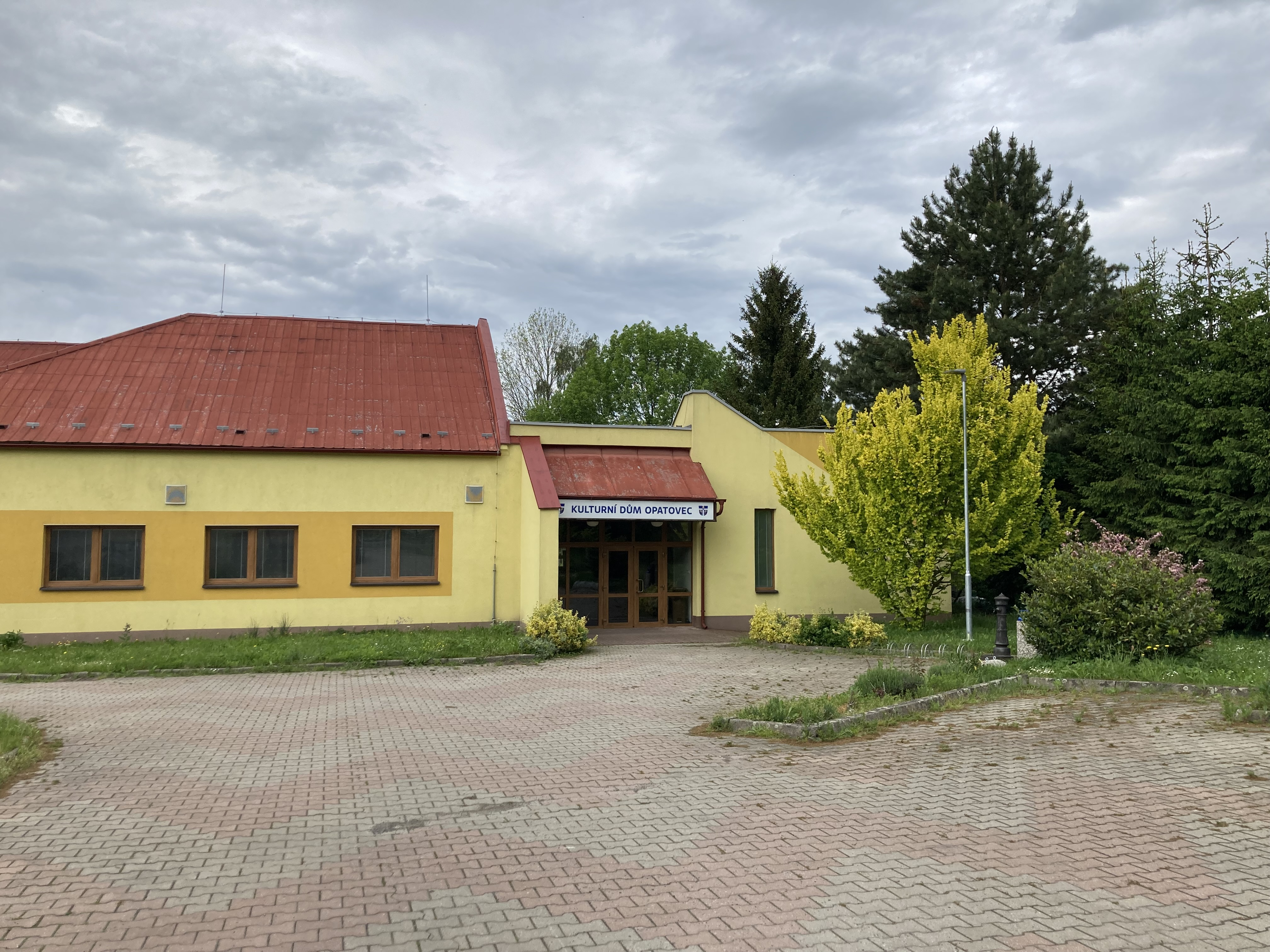
Kulturní dům

## Pamětihodnosti
- Kostel Narození Panny Marie (Košíře)
  - Kamenný (pískovcový) kříž s postavou Krista a postavami svatých na podstavci v blízkosti vchodu na hřbitov u kostela Narození Panny Marie při silnici vedoucí Košířemi. Nápis: „ANO 1775 / DIESE STATVA / HAT DIE LEWLICHE / GEMEIN KgERWER / LASSEN AVF / RICHTEN AVF / EIGENNE VN / KOSSTEN“.
  - Pomník obětem první světové války před farou. V zadní části pomníku nápis: „Přemístěn od domu čp. 136 R. 13.7.2001“.
  - Pískovcová náhrobní deska u zdi kostela Narození Panny Marie na hřbitově. Bohatý reliéf s církevní tematikou a německým nápisem. V současné době značně poškozen (r. 2009). Částečně čitelný letopočet 1845(?).
- Fara, přízemní klasicistní (Košíře)
- Několik soch a křížů v Košířích
- Kaple svatého Václava (Opatovec)
- Socha svatého Jana Nepomuckého (Opatovec)
- Cenná usedlost, pozdně barokní proti kostelu v Košířích, patrová s vyřezávanými vraty a městskými interiéry
- Kamenné kříže ve Starém Valdeku
- Smírčí kříž u silnice mezi Českým a Moravským Lačnovem

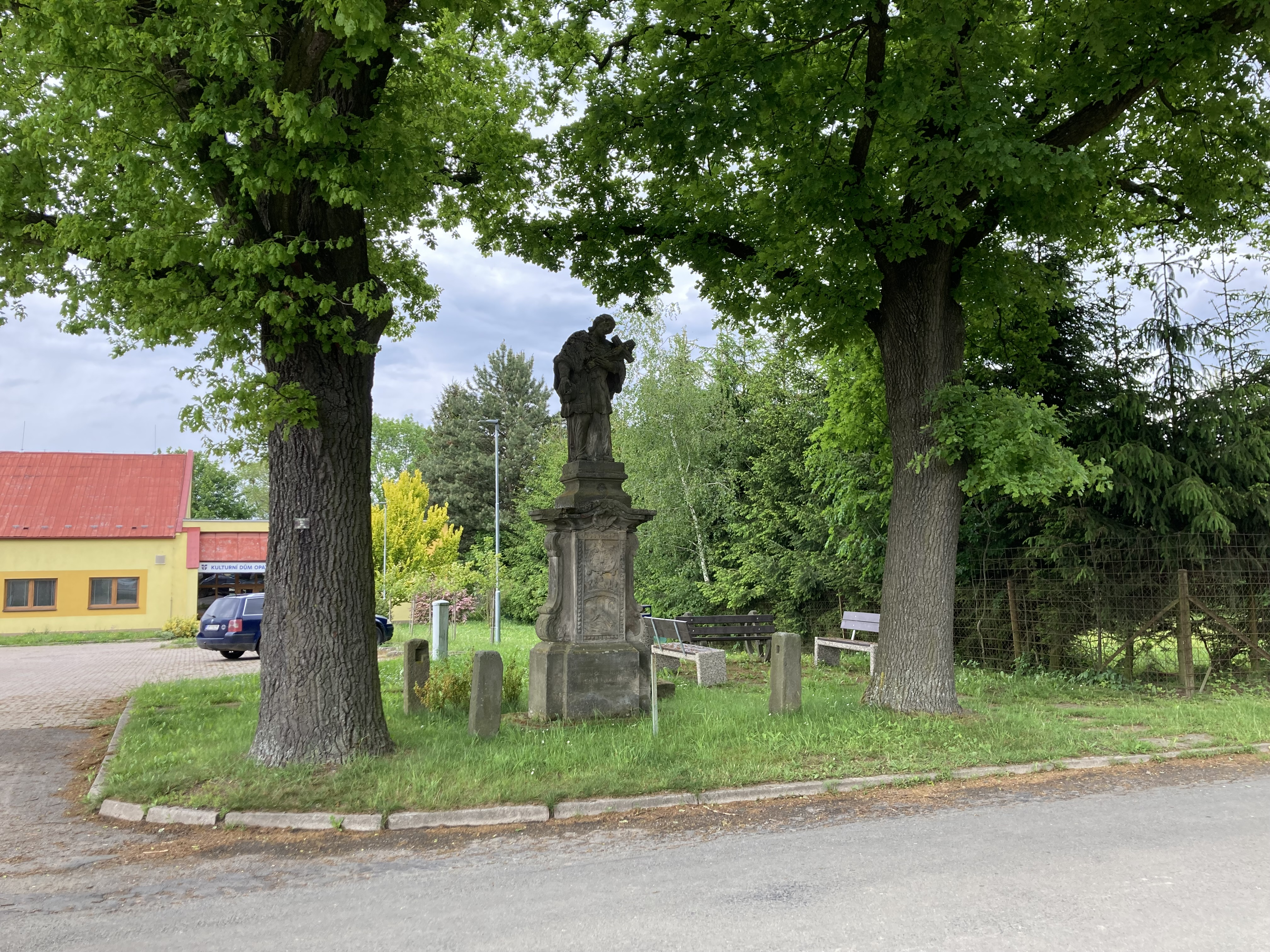
Socha svatého Jana Nepomuckého
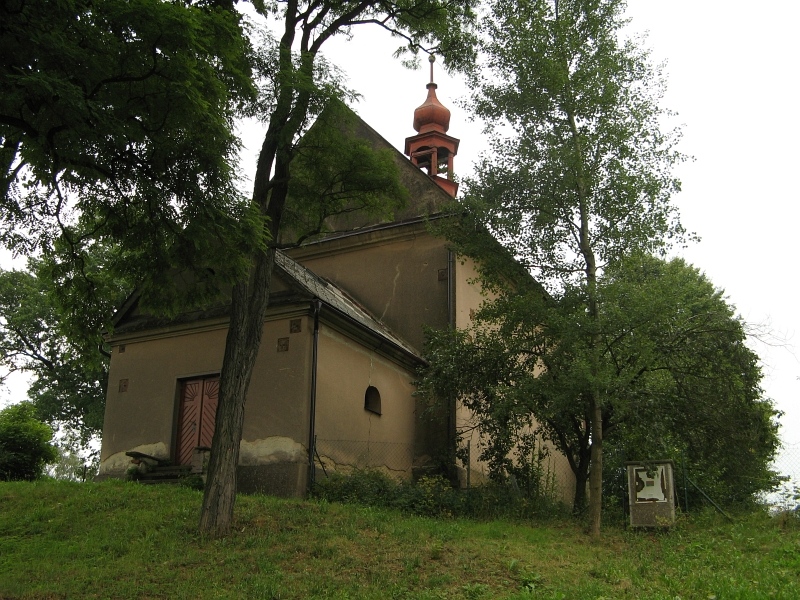
Kaple svatého Václava
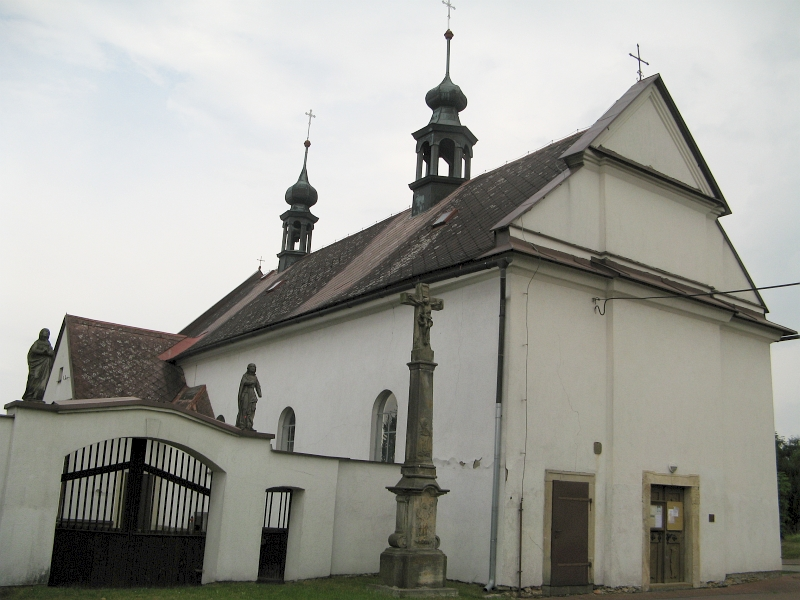
Kostel Narození Panny Marie v Košířích
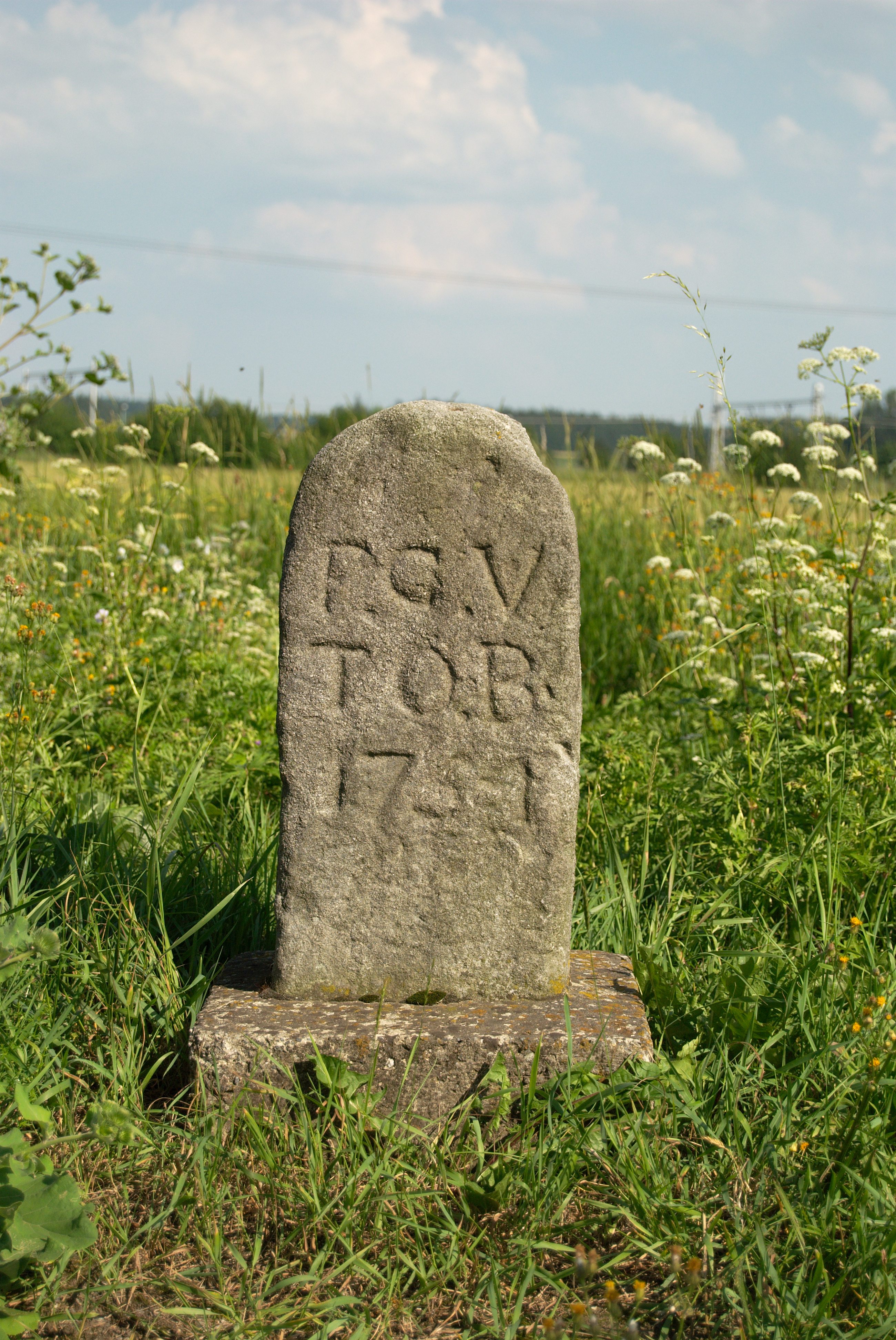
Hraniční kámen u Lačnova